# Frontier Investigator
Frontier Investigator è un film del 1949 diretto da Fred C. Brannon.
È un western statunitense con Allan Lane.

## Produzione
Il film, diretto da Fred C. Brannon su una sceneggiatura di Robert Creighton Williams, fu prodotto da Gordon Kay, come produttore associato, per la Republic Pictures e girato nell'Iverson Ranch a Chatsworth, Los Angeles, California, da metà febbraio a fine febbraio 1949.

## Distribuzione
Il film fu distribuito negli Stati Uniti dal 2 maggio 1949 al cinema dalla Republic Pictures. È stato distribuito anche in Brasile con il titolo Traição na Fronteira.

## Promozione
Le tagline sono:
- WHEN 'ROCKY' RIDES LOOK FOR THRILLS!
- Here's the kind of action adventure you want... Fast-Paced... Packed with excitement... loaded with six-gun suspense!
- GUNNING For Terrorists On The Suicide Trail!